# 前島 (愛知県)
前島（まえしま）とは、三河湾にある三河湾国定公園内の島。対岸（東幡豆海岸）から約600m離れた無人島であり、周囲は約800m。干潮時は、東幡豆海岸と陸続きになる（タイダル・アイランド）。愛知県西尾市に属する。別名・うさぎ島、琵琶島。
良質のアサリの産地であり、潮干狩りで賑わう。

## 歴史
戦前より近辺は海水浴場として開発されており、対岸を走る三河鉄道（現・名鉄蒲郡線）の手により無料休憩所「海の家」が建設された。当時は島の形が琵琶に似ることから「琵琶島」と呼ばれていた。戦後は観光開発を推進する幡豆町によってサンマーハウス30戸と照明灯が整備され、島への連絡船や海域を巡回する遊覧船が就航した。1951年の夏までに幡豆町の予算10万円でサクラ、モミジ、ヒラドツツジ各100本、サツキ150本、ヤマツツジ180本余りが島に植樹され、対岸からの架橋も一時計画された。
1958年には島所有者の小見行組と名古屋鉄道との間で賃借契約が結ばれ、観光開発が本格化する。「うさぎ島」と名付けられた前島にはノウサギ、アンゴラウサギなど8種300羽のウサギのほか、モルモット、インドクジャク、キンケイ、ホロホロチョウなどが島内に放し飼いにされ、同じく猿を放し飼いにした沖島（「猿が島」と命名）と共に三河湾海上動物園を形成した。同年9月には愛知観光船（現・名鉄海上観光船）が渡船免許を取得し、東幡豆港から前島、沖島を経由して西浦町の西浦港に至る定期船が往復運航するようになる。島内には展望台、休憩所、売店、トイレなどが整備され、春には広場南側に30本植えられたオオシマザクラの花見や潮干狩り、夏は島北側の海水浴で賑わいを見せた。
三河湾海上動物園は開園当初より年間20万人ほどの集客があり、最盛期の1978年には56万人を記録したが、1980年には25万人に半減し、以後も減少を続け1995年には14万人ほどになっていた。園を運営する公益財団法人日本モンキーセンターは当時年間6000万円の赤字を計上していたことから島からの撤退を決め、1997年（平成9年）11月30日に「うさぎ島」は閉園となった。閉園時、島内にはウサギ約100羽、ワラビー6頭、クジャク46羽が放し飼いにされていたが、このうちウサギ77羽が動物ショップ業者に、ワラビー2頭が愛知こどもの国に、クジャク22羽が内海フォレストパークに引き取られ、残るウサギ20数羽とワラビー、クジャクは日本モンキーパークのちびっこ動物広場で飼育された。
名鉄海上観光の定期船は閉園と同時に廃止されている。現在は島への定期船はなく、潮干狩りシーズン中に漁協による船が就航するのみである。

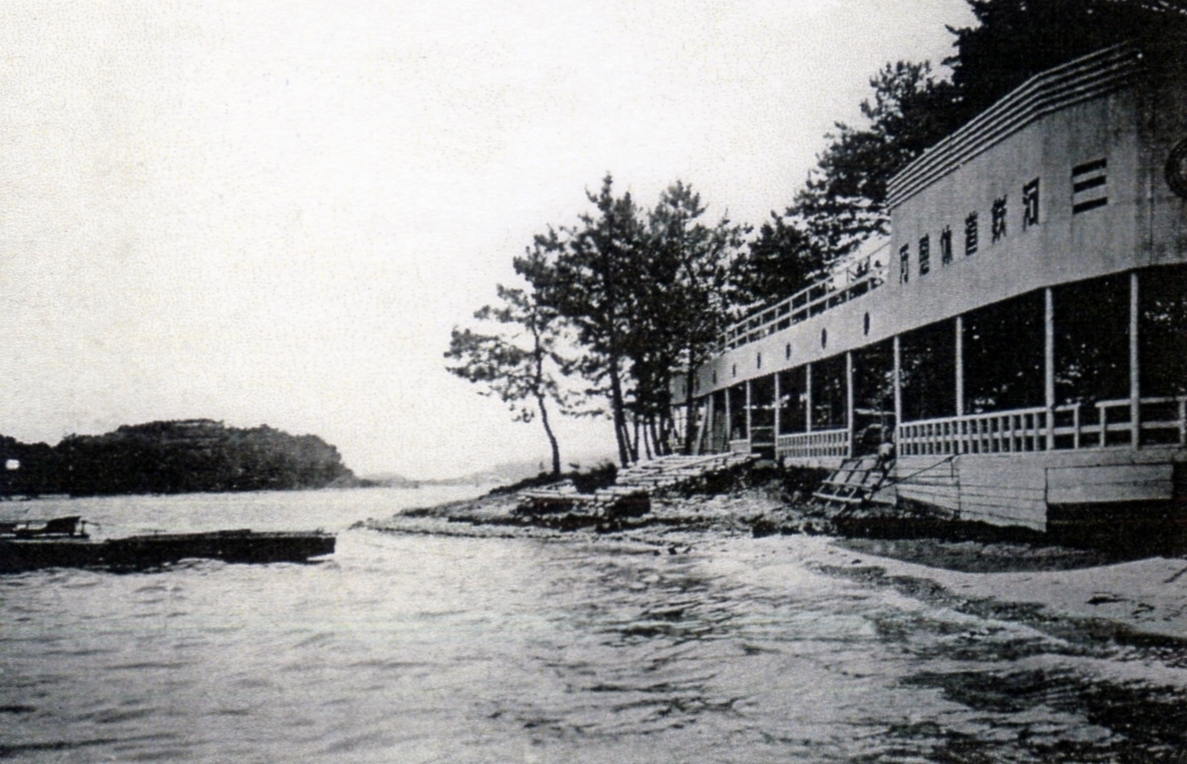
前島に設置された三鉄無料休憩所「海の家」。奥に沖島が見える。
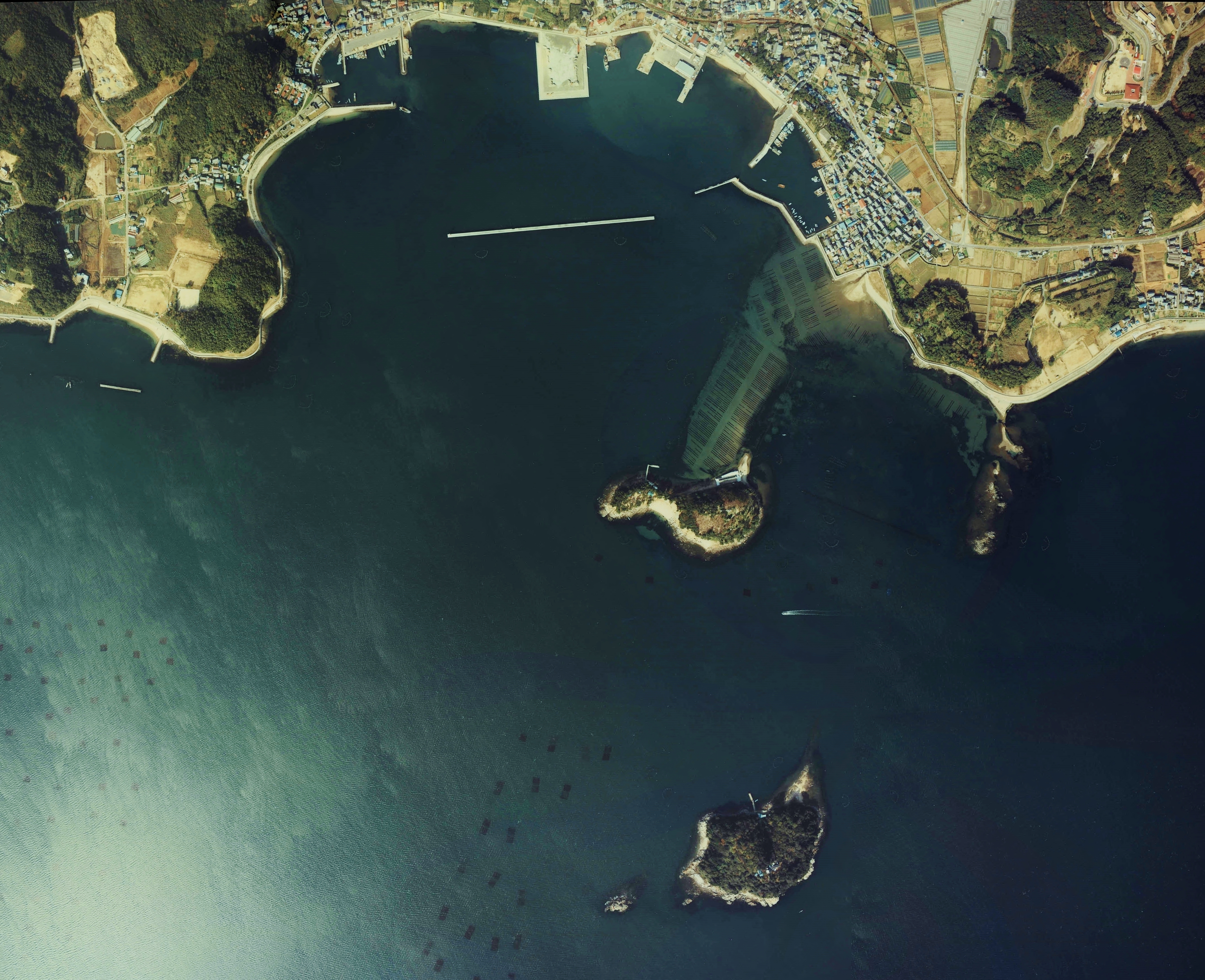
東幡豆港周辺の空中写真。本土に近い島が前島。沖合いにある島は沖島。 1982年撮影の2枚を合成作成。
国土交通省 国土地理院 地図・空中写真閲覧サービスの空中写真を基に作成。
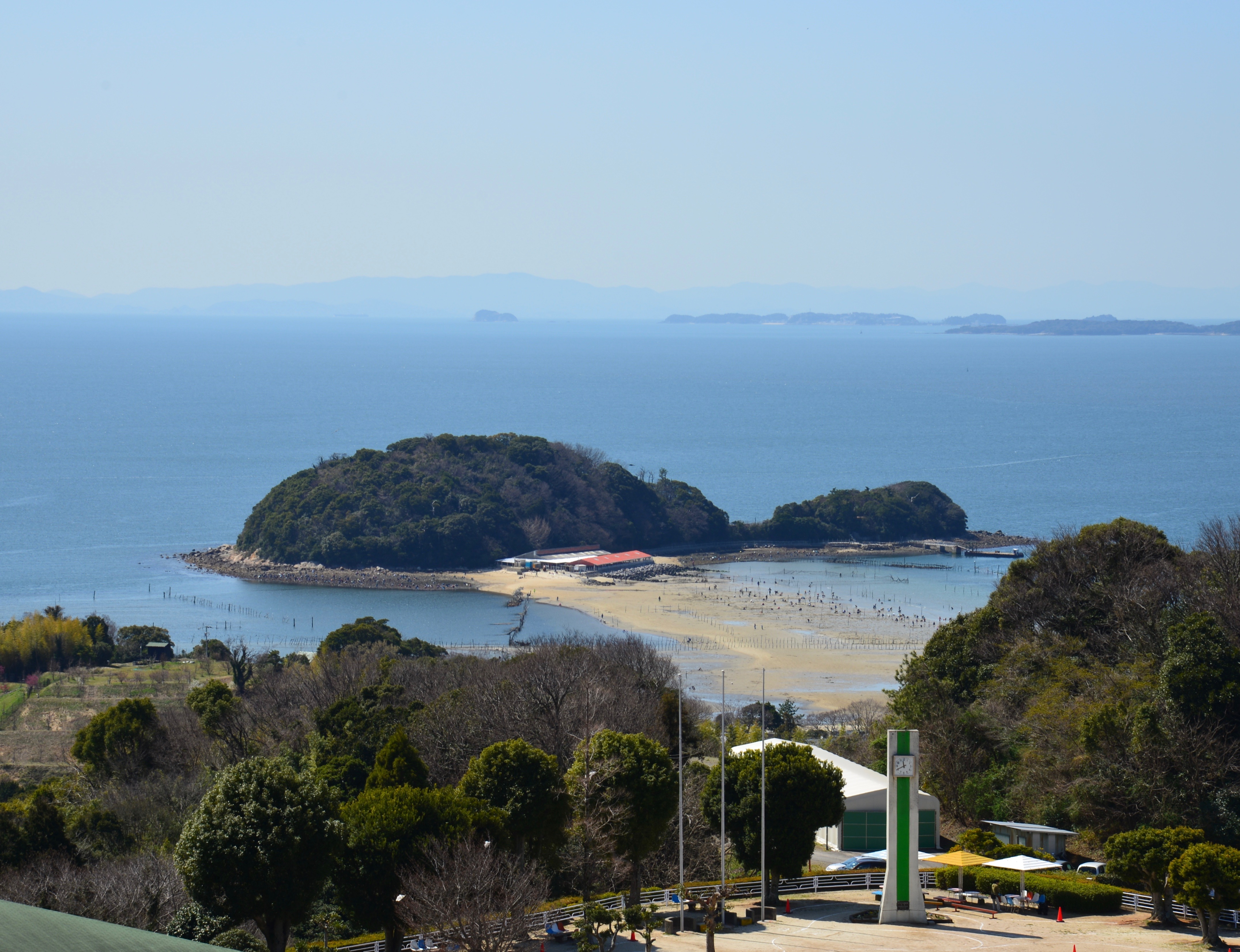
干潮時に陸続きとなる前島